# Megadolomedes australianus
Megadolomedes australianus es una araña araneomorfa de la  familia Pisauridae, única de su género.

## Distribución geográfica
Esta especie es endémica de Australia, encontrándose en Queensland, Nueva Gales del Sur, Victoria y Tasmania.